# Jean-Marc Foyot
Jean-Marc Foyot dit Marco Foyot, né le 6 juin 1953, est un joueur de pétanque français.

## Biographie
Jean-marc Foyot est né le 6 juin 1953, à Meaux. Il est droitier et se positionne en pointeur ou milieu. Il remporte, entre autres, ses premiers championnats de France en 1970, puis, est sacré champion du monde en 1992. Il remporte également 6 fois le mondial de la marseillaise. 

## Clubs
- 1964 - 1974 : Le Cochonnet Meldois (Seine-et-Marne)
- 1975 - 1979 : Villemomble-Sports Pétanque (Seine-Saint-Denis)
- 1980 - 1985 : Pétanque Club Paris 16ème (Paris)
- 1986 - 1987 : AB du Chant des Oiseaux Bagneux (Hauts-de-Seine)
- 1988 - 1990 : USP Entente Bouliste Le Pontet (Vaucluse)
- 1991 - 1992 : AS Béziers Club de l’Amitié (Hérault)
- 1993 - 2003 : Team Nicollin Montpellier (Hérault)
- 2004 - 2008 : Élite Club Pétanque d’Ambert (Puy-de-Dôme)
- 2009 : JC Cournonnais (Puy-de-Dôme)
- 2010 : Le Pavé de Thiers (Puy-de-Dôme)
- 2011 : Seignosse Pétanque (Landes)
- 2012 - 2014 : Castelnau Pétanque (Hérault)
- 2015 - 2020 : Pétanque de Loubeyrat (Puy-de-Dôme)
- 2020 - en cours : Pétanque Bron-Terraillon (Rhône)

## Palmarès[1],[2],[3],[4]

### Jeunes
- Champion de France Junior FSGT en 1970 et 1971

### Séniors

#### Championnats du Monde
Champion du Monde
- Triplette 1992 (avec Christian Fazzino et Daniel Monard) :  Équipe de France

Finaliste
- Triplette 1995 (avec Christian Fazzino et Michel Schatz) :  Équipe de France

Troisième
- Triplette 1988 (avec Serge Lapietra et René Lucchesi) :  Équipe de France
- Triplette 1994 (avec Michel Briand et Christian Fazzino) :  Équipe de France 2
- Triplette 1996 (avec Michel Briand et Michel Schatz) :  Équipe de France 2
- Triplette 2000 (avec Philippe Suchaud, Philippe Quintais et Jean-Luc Robert) :  Équipe de France

#### Championnats d'Europe
Champion d'Europe
- Triplette 2019 (Vétérans) : (avec Christian Fazzino, Fernand Rivière et Christian Lagarde) :  Équipe de France

#### Coupe d'Europe des Clubs
Vainqueur
- 2001 (avec Marie-Christine Virebayre, Joseph Farré, Michel Schatz, Roger Marigot, David Maraval, Yazid Triaki et Patricia Foyot (coach)) : Team Nicollin Montpellier
- 2002 (avec Marie-Christine Virebayre, Joseph Farré, Michel Schatz, Roger Marigot, David Maraval, Yazid Triaki et Patricia Foyot (coach)) : Team Nicollin Montpellier
- 2003 (avec Marie-Christine Virebayre, Joseph Farré, Michel Schatz, Roger Marigot, David Maraval, Yazid Triaki et Patricia Foyot (coach)) : Team Nicollin Montpellier

#### Championnats de France
Champion de France
- Doublette 1980 (avec Antoine Stefani) : Pétanque Club Paris 16ème
- Triplette 1988 (avec René Lucchesi et Serge Lapietra) : USP Entente Bouliste Le Pontet
- Triplette 1997 (avec Michel Schatz et Joseph Farré) : Team Nicollin Montpellier
- Triplette 2000 (avec Michel Schatz et Joseph Farré) : Team Nicollin Montpellier
- Doublette 2006 (avec Pascal Miléi) : Élite Club Pétanque d'Ambert

Finaliste
- Doublette 1986 (avec Robert Lebeau) : AB du Chant des Oiseaux Bagneux
- Doublette 1993 (avec Michel Schatz) : Team Nicollin Montpellier
- Doublette 1995 (avec Michel Schatz) : Team Nicollin Montpellier
- Triplette 1999 (avec Michel Schatz et Joseph Farré) : Team Nicollin Montpellier
- Doublette 2000 (avec Michel Schatz) : Team Nicollin Montpellier
- Triplette 2005 (avec Pascal Miléi et Dominique Usaï) : Élite Club Pétanque d'Ambert
- Triplette 2006 (avec Pascal Miléi et Dominique Usaï) : Élite Club Pétanque d'Ambert
- Triplette 2013 (avec Jean Feltain et Jean-Willy Feltain) : Castelnau Pétanque

#### Coupe de France des clubs
Vainqueur
- 2001 (avec Marie-Christine Virebayre, Joseph Farré, Michel Schatz, Roger Marigot, David Maraval, Yazid Triaki et Patricia Foyot (coach)) : Team Nicollin Montpellier

Finaliste
- 2006 (avec Angélique Papon, Pascal Miléi, Alain Charlet, Zvonko Radnict, Mustapha Ouhadia, Dominique Usaï, Jean-Michel Xisto et Patricia Foyot (coach)) : Élite Club Pétanque d’Ambert
- 2007 (avec Angélique Papon, Bruno Le Boursicaud, Pascal Miléi, Alain Charlet, Zvonko Radnic, Jean-Michel Xisto et Jean Avédikian (coach)) : Élite Club Pétanque d’Ambert

#### Masters de pétanque
Vainqueur
- 2005 (avec Christian Fazzino, Zvonko Radnic et Pascal Miléi) : Équipe Fazzino
- 2008 (avec Richard Bettoni, Michel Schatz et Eric Bartoli) : Équipe Bettoni (Wild card)

Troisième
- 2001 (avec Joseph Farré, Roger Marigot et Michel Schatz) : Équipe Foyot
- 2002 (avec Michel Schatz, Joseph Farré et David Maraval) : Équipe Foyot

#### Mondial La Marseillaise
Vainqueur
- 1974 (avec Raymond Authieu et François Melis)
- 1975 (avec Raymond Authieu et François Melis)
- 1976 (avec Raymond Authieu et François Melis)
- 1983 (avec Jean Kokoyan et René Lucchesi)
- 1984 (avec Jean Kokoyan et René Lucchesi)
- 2002 (avec Pascal Miléi et Dominique Usaï)

Finaliste
- 2020 : (avec Stéphane Robineau et Dylan Rocher)

#### Millau

##### Mondial de Millau (1993-2002)
Vainqueur
- Tête à Tête 1994
- Triplette 1997 (avec Michel Schatz et Joseph Farré)
- Triplette 1998 (avec Michel Schatz et Joseph Farré)
- Doublette 1999 (avec Michel Schatz)
- Triplette 2001 (avec Michel Schatz et Joseph Farré)
- Triplette 2002 (avec Michel Schatz et Joseph Farré)

##### Mondial à pétanque de Millau (2003-2015)
Finaliste
- Doublette 2010 (avec Gino Debard)
- Doublette 2012 (avec Maison Durk)

##### Festival International de Pétanque de Millau (2016-)
Vainqueur
- Doublette 2019 (avec Jean Feltain)
- Triplette 2019 (avec Maison Durk et Jean Feltain)

#### TrophéeCanal +
Vainqueur
- 1994 (avec Michel Schatz et Georges Simoes) à Chalon-sur-Saône
- 1995 (avec Michel Schatz et Georges Simoes) à Tunis

Bol d'Or International de Genève
Vainqueur
- 1985 : Paris (avec Robert Lebeau, Gérard Lavayssière et Stéphane Laouënan)
- 1996 : Groupe France (avec Georges Simoes, Roger Cargolès et Michel Schatz)
- 2000 : Groupe France (avec Philippe Suchaud, Michel Loy et Damien Hureau)
- 2004 : Team Foyot (avec Bruno Rocher, Bruno Le Boursicaud et Pascal Miléi)
- 2005 : Team Foyot (avec Zvonko Radnic, Jean-Michel Xisto et Pascal Miléi)
- 2006 : Team Foyot (avec Zvonko Radnic, Jean-Michel Xisto et Pascal Miléi)
- 2008 : Team Foyot (avec Zvonko Radnic, Jean-Michel Xisto et Dylan Rocher)

### Records
Il détient le record du monde du tir dans l’heure avec 1 740 boules tirées, 1 486 boules frappées dont 549 carreaux.